# Лянгасы
Лянгасы, Лянга́сово — деревня в Кировской области России. Входит в состав муниципального образования «Город Киров».

## История
Известен с переписи 1671 года как	починок Савинской Кошелева. Входил в Московское царство, Вятка, Хлыновский уезд, Бритовская волость

## География
Расположен в центральной части  области, в пределах  Русской равнины, на Верхнекамской возвышенности, по реке Чахловица, у мест впадения в неё притоков Сосновка и Красная Речка.
Климат
Территория городского округа Киров относится к континентальному климату умеренного пояса, с преобладанием воздушных масс континентального климата умеренных широт. Из-за близости к Северному Ледовитому океану и отсутствия барьеров для проникновения полярных воздушных масс возможны вторжения холодного воздуха, порождающие сильные морозы зимой и заморозки, резкие похолодания — летом. Из-за большого количества промышленных предприятий и жилых строений температура в городе в среднем на 1—3 С° выше окрестностей.

## Население
| 2010 |
| ---- |
| 3    |

## Инфраструктура
СДТ Дружба-Лянгасы.

## Транспорт
Автомобильный и железнодорожный транспорт. Ближайшая железнодорожная станция — Дачная — находится в пешей доступности.